# جانيت بيرلينر
جانيت بيرلينر (بالإنجليزية: Janet Berliner)‏ (24 سبتمبر 1939 - 24 أكتوبر 2012)؛ روائية أمريكية.